# Championnat d'Union soviétique de football 1991
Navigation
Saison 1990 Saison 1992 (Russie)
La saison 1991 de Vyschaïa Liga est la 54e et la dernière édition du championnat d'URSS de football.
Lors de cette saison, le Dynamo Kiev va tenter de conserver son titre de champion d'URSS face aux 15 meilleurs clubs soviétique lors d'une série de matchs aller-retour se déroulant sur toute l'année. 
Trois places sont qualificatives pour les compétitions européennes, la quatrième place étant celle du vainqueur de la Coupe d'URSS 1991-1992.

## Qualifications en coupe d'Europe
À l'issue de la saison, le champion participera à la Ligue des champions 1992-1993.
Le vainqueur de la Coupe d'URSS 1991-1992 participera à la Coupe des coupes 1992-1993, sauf si ce club est le champion, auquel cas le finaliste de la coupe le remplacera.
Les deux places pour la Coupe UEFA 1992-1993 sont attribuées aux deuxième et troisième du championnat si ceux-ci ne sont pas les vainqueurs de la coupe ; si l'un d'eux l'est, la place revient au quatrième.

## Clubs participants

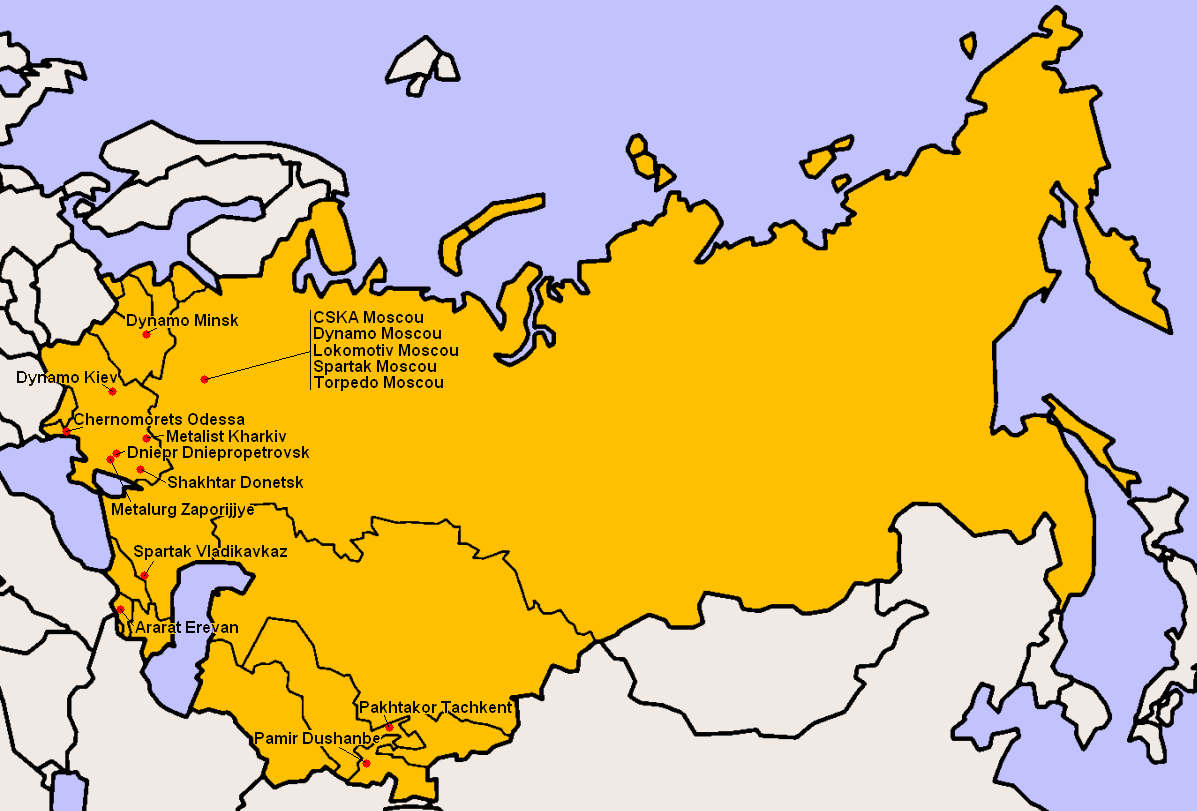
Localisation des clubs engagés dans le championnat

Légende des couleurs
- Premier tour de la Coupe des clubs champions 1991-1992
- Premier tour de la Coupe des coupes 1991-1992
- Premier tour de la Coupe UEFA 1991-1992
- Promu de deuxième division

| Club                   | Présent depuis | Classement 1990 | Entraîneur                | Stade                 | Capacité |
| ---------------------- | -------------- | --------------- | ------------------------- | --------------------- | -------- |
| Dynamo Kiev            | 1936           | 1er             | Anatoliy Puzach           | Stade républicain     | 83 450   |
| CSKA Moscou            | 1990           | 2e              | Pavel Sadyrine            | Stade central Lénine  | 84 745   |
| Dinamo Moscou          | 1936           | 3e              | Valeri Gazzaev            | Stade Dinamo          | 36 540   |
| Torpedo Moscou         | 1938           | 4e              | Ievgueni Skomorokhov (en) | Stade Torpedo         | 16 000   |
| Spartak Moscou         | 1978           | 5e              | Oleg Romantsev            | Stade central Lénine  | 84 745   |
| Dniepr Dniepropetrovsk | 1981           | 6e              | Yevhen Kucherevskyi (en)  | Stade Meteor          | 26 400   |
| Ararat Erevan          | 1966           | 7e              | Armen Sarkissian (ru)     | Stade Hrazdan         | 69 000   |
| Chakhtior Donetsk      | 1973           | 8e              | Valeriy Yaremchenko (en)  | Stade Chakhtior       | 31 800   |
| Tchernomorets Odessa   | 1988           | 9e              | Viktor Prokopenko         | Stade central         | 30 800   |
| Pamir Douchanbé        | 1989           | 10e             | Sharif Nazarov            | Stade Pamir           | 21 400   |
| Metallist Kharkov      | 1982           | 11e             | Leonid Tkachenko (en)     | Stade Metallist       | 28 000   |
| Dinamo Minsk           | 1979           | 12e             | Mikhaïl Vergueïenko       | Stade Dinamo          | 41 100   |
| Spartak Vladikavkaz    | 1991           | 1er (D2)        | Rouslan Khadartsev        | Stade Spartak (en)    | 32 600   |
| Pakhtakor Tachkent     | 1991           | 2e (D2)         | Aleksandr Tarkhanov       | Stade Pakhtakor       | 60 000   |
| Metallourg Zaporojié   | 1991           | 3e (D2)         | Ihor Nadein (en)          | Stade Metallourg (en) | 12 000   |
| Lokomotiv Moscou       | 1991           | 4e (D2)         | Valeri Filatov (en)       | Stade Lokomotiv       | 28 800   |

### Changements d'entraîneur
| Club                | Entraîneur partant    | Date de départ  | Entraîneur arrivant       | Date d'arrivée     |
| ------------------- | --------------------- | --------------- | ------------------------- | ------------------ |
| Dynamo Moscou       | Semen Altman (en)     | 31 mars 1991    | Valeri Gazzaev            | 1er avril 1991     |
| Spartak Vladikavkaz | Valeri Gazzaev        | 31 mars 1991    | Nikolaï Khoudiev (en)     | 1er avril 1991     |
| Dinamo Minsk        | Eduard Malofeev       | 26 avril 1991   | Mikhaïl Vergueïenko       | 27 avril 1991      |
| Pakhtakor Tachkent  | Fiodor Novikov (en)   | juin 1991       | Aleksandr Tarkhanov       | novembre 1991      |
| Spartak Vladikavkaz | Nikolaï Khoudiev (en) | 23 juillet 1991 | Rouslan Khadartsev        | 24 juillet 1991    |
| Torpedo Moscou      | Valentin Ivanov       | 31 août 1991    | Ievgueni Skomorokhov (en) | 1er septembre 1991 |

## Compétition

### Classement
| Rang | Équipe                 | Pts | J  | G  | N  | P  | Bp | Bc | Diff |
| ---- | ---------------------- | --- | -- | -- | -- | -- | -- | -- | ---- |
| 1    | CSKA Moscou            | 43  | 30 | 17 | 9  | 4  | 57 | 32 | +25  |
| 2    | Spartak Moscou C       | 41  | 30 | 17 | 7  | 6  | 57 | 30 | +27  |
| 3    | Torpedo Moscou         | 36  | 30 | 13 | 10 | 7  | 36 | 20 | +16  |
| 4    | Tchernomorets Odessa   | 36  | 30 | 10 | 16 | 4  | 39 | 24 | +15  |
| 5    | Dynamo Kiev T          | 35  | 30 | 13 | 9  | 8  | 43 | 34 | +9   |
| 6    | Dynamo Moscou          | 31  | 30 | 12 | 7  | 11 | 43 | 42 | +1   |
| 7    | Ararat Erevan          | 29  | 30 | 11 | 7  | 12 | 29 | 36 | -7   |
| 8    | Dynamo Minsk           | 29  | 30 | 9  | 11 | 10 | 29 | 31 | -2   |
| 9    | Dniepr Dniepropetrovsk | 28  | 30 | 9  | 10 | 11 | 31 | 36 | -5   |
| 10   | Pamir Douchanbé        | 27  | 30 | 7  | 13 | 10 | 28 | 32 | -4   |
| 11   | Spartak Vladikavkaz P  | 26  | 30 | 9  | 8  | 13 | 33 | 41 | -8   |
| 12   | Chakhtior Donetsk      | 26  | 30 | 6  | 14 | 10 | 33 | 41 | -8   |
| 13   | Metallourg Zaporojié P | 25  | 30 | 9  | 7  | 14 | 27 | 38 | -11  |
| 14   | Pakhtakor Tachkent P   | 25  | 30 | 9  | 7  | 14 | 37 | 45 | -8   |
| 15   | Metallist Kharkov      | 25  | 30 | 8  | 9  | 13 | 32 | 43 | -11  |
| 16   | Lokomotiv Moscou P     | 18  | 30 | 5  | 8  | 17 | 18 | 47 | -29  |

Qualifications européennes
- Premier tour de la Ligue des champions 1992-1993
- Premier tour de la Coupe UEFA 1992-1993
- Premier tour de la Coupe des coupes 1992-1993

Abréviations
- T : Tenant du titre
- C : Vainqueur de la Coupe d'URSS 1991-1992
- P : Promu de deuxième division

### Résultats
| Résultats (▼dom., ►ext.)                                   | ARA | TCH | CSKA | DKI | DMI | DMO | DNI | LOK | MKH | MZA | PAK | PAM | CHA | SPM | SPV | TOR |
| Ararat Erevan                                              |     | 0-0 | 0-1  | 1-1 | 1-0 | 1-1 | 1-0 | 1-0 | 2-1 | 2-0 | 2-1 | 2-1 | 2-1 | 2-1 | 2-0 | 0-0 |
| Tchernomorets Odessa                                       | 5-0 |     | 1-1  | 0-1 | 1-1 | 3-0 | 0-0 | 1-0 | 0-0 | 3-0 | 2-0 | 1-0 | 1-1 | 1-1 | 1-3 | 2-1 |
| CSKA Moscou                                                | 2-1 | 4-3 |      | 0-0 | 3-1 | 1-0 | 1-0 | 3-1 | 4-0 | 4-0 | 3-1 | 2-1 | 3-4 | 0-1 | 2-1 | 3-1 |
| Dinamo Kiev                                                | 4-3 | 0-1 | 2-2  |     | 3-1 | 2-1 | 2-0 | 2-0 | 1-1 | 1-0 | 3-3 | 2-0 | 0-0 | 2-3 | 2-1 | 1-3 |
| Dinamo Minsk                                               | 0-0 | 0-0 | 0-1  | 2-2 |     | 1-0 | 4-1 | 1-0 | 0-0 | 2-0 | 2-1 | 2-2 | 3-0 | 1-0 | 0-1 | 0-0 |
| Dinamo Moscou                                              | 1-0 | 1-1 | 1-2  | 1-0 | 1-1 |     | 6-2 | 6-1 | 2-1 | 1-1 | 3-1 | 0-0 | 1-1 | 1-1 | 3-1 | 1-4 |
| Dniepr Dniepropetrovsk                                     | 1-0 | 1-1 | 2-2  | 1-1 | 1-1 | 1-0 |     | 2-0 | 3-0 | 1-0 | 1-3 | 1-2 | 3-1 | 0-2 | 1-1 | 0-0 |
| Lokomotiv Moscou                                           | 0-0 | 0-0 | 1-5  | 1-2 | 2-0 | 1-0 | 0-2 |     | 0-0 | 2-0 | 2-1 | 2-0 | 0-0 | 0-2 | 1-2 | 0-2 |
| Metallist Kharkov                                          | 0-1 | 3-1 | 3-2  | 0-2 | 0-0 | 0-1 | 1-1 | 3-1 |     | 3-1 | 3-1 | 0-0 | 2-2 | 1-3 | 2-0 | 0-2 |
| Metallourg Zaporojié                                       | 1-1 | 1-4 | 0-0  | 2-1 | 2-1 | 2-0 | 3-2 | 3-0 | 0-1 |     | 3-0 | 2-0 | 0-0 | 2-1 | 2-0 | 0-0 |
| Pakhtakor Tachkent                                         | 3-1 | 0-0 | 0-0  | 2-0 | 1-1 | 1-2 | 1-2 | 1-0 | 4-2 | 0-0 |     | 2-2 | 4-1 | 1-0 | 2-0 | 1-1 |
| Pamir Douchanbé                                            | 2-1 | 1-1 | 2-2  | 2-1 | 2-1 | 2-1 | 0-0 | 0-0 | 2-2 | 3-0 | 0-1 |     | 0-0 | 2-2 | 2-0 | 0-0 |
| Chakhtior Donetsk                                          | 2-0 | 2-2 | 1-1  | 1-2 | 2-0 | 2-3 | 0-1 | 0-0 | 2-3 | 1-0 | 2-1 | 0-0 |     | 1-1 | 2-0 | 2-2 |
| Spartak Moscou                                             | 3-2 | 1-1 | 2-0  | 0-2 | 4-0 | 7-1 | 1-0 | 1-1 | 2-0 | 2-1 | 4-0 | 1-0 | 3-1 |     | 2-1 | 1-2 |
| Spartak Vladikavkaz                                        | 2-0 | 1-2 | 1-1  | 1-1 | 0-2 | 1-2 | 1-1 | 2-2 | 1-0 | 2-1 | 2-0 | 2-0 | 1-1 | 3-3 |     | 1-0 |
| Torpedo Moscou                                             | 2-0 | 0-0 | 1-2  | 1-0 | 0-1 | 0-2 | 1-0 | 5-0 | 2-0 | 0-0 | 1-0 | 1-0 | 2-0 | 1-2 | 1-1 |     |
| - Victoire à domicile - Match nul - Victoire à l'extérieur |     |     |      |     |     |     |     |     |     |     |     |     |     |     |     |     |

## Distinctions individuelles

### Meilleurs buteurs
| Rang | Joueur             | Club                | Buts |
| ---- | ------------------ | ------------------- | ---- |
| 1    | Igor Kolyvanov     | Dynamo Moscou       | 18   |
| 2    | Oleg Salenko       | Dynamo Kiev         | 14   |
| 2    | Igor Shkvyrin      | Pakhtakor Tachkent  | 14   |
| 4    | Aleksandr Mostovoï | Spartak Moscou      | 13   |
| 4    | Dmitri Radchenko   | Spartak Moscou      | 13   |
| 4    | Nazim Suleymanov   | Spartak Vladikavkaz | 13   |
| 7    | Dmitri Kuznetsov   | CSKA Moscou         | 12   |
| 8    | Igor Korneïev      | CSKA Moscou         | 10   |
| 8    | Andreï Piatnitski  | Pakhtakor Tachkent  | 10   |

### Liste des 33 meilleurs joueurs
À l'issue de la saison, la liste des 33 meilleurs joueurs du championnat est établie par le syndicat des entraîneurs puis approuvée par les instances dirigeantes du football soviétique.
Gardiens de but
1. Stanislav Tchertchessov (Spartak Moscou)
2. Dmitri Kharine (CSKA Moscou)
3. Mikhaïl Ieriomine (en) (CSKA Moscou)

Défenseurs
- Poste 1

1. Dmitri Galiamine (CSKA Moscou)
2. Aleksandr Poloukarov (en) (Torpedo Moscou)
3. Oleg Loujny (Dynamo Kiev)

- Poste 2

1. Andreï Tchernychov (Dynamo Moscou)
2. Iouri Nikiforov (Tchernomorets Odessa)
3. Rashid Rahimov (Pamir Douchanbé)

- Poste 3

1. Vassili Koulkov (Spartak Moscou)
2. Sergueï Kolotovkine (en) (CSKA Moscou)
3. Sergueï Chmatovalenko (en) (Dynamo Kiev)

- Poste 4

1. Akhrik Tsveiba (Dynamo Kiev)
2. Sergueï Tretiak (en) (Tchernomorets Odessa)
3. Albert Sarkisyan (en) (Ararat Erevan)

Milieux de terrain
- Poste 1

1. Igor Korneïev (CSKA Moscou)
2. Guennadi Perepadenko (en) (Spartak Moscou)
3. Sergueï Agachkov (en) (Torpedo Moscou)

- Poste 2

1. Aleksandr Mostovoï (Spartak Moscou)
2. Vladimir Tatarchouk (CSKA Moscou)
3. Omari Tetradze (Dynamo Moscou)

- Poste 3

1. Dmitri Kuznetsov (CSKA Moscou)
2. Andreï Kobelev (Dynamo Moscou)
3. Andreï Piatnitski (Pakhtakor Tachkent)

Attaquants
- Poste 1

1. Igor Chalimov (Spartak Moscou)
2. Dmitri Popov (Spartak Moscou)
3. Valeri Broshine (CSKA Moscou)

- Poste 2

1. Sergueï Iouran (Dynamo Kiev)
2. Dimitri Radchenko (Spartak Moscou)
3. Sergueï Kiriakov (Dynamo Moscou)

- Poste 3

1. Igor Kolyvanov (Dynamo Moscou)
2. Iouri Tichkov (en) (Torpedo Moscou)
3. Oleg Sergueïev (CSKA Moscou)

## Bilan de la saison
| Championnat d'Union soviétique de football 1991    |                               |
| Champion                                           | CSKA Moscou (7e titre)        |
| Coupes et trophées                                 |                               |
| Vainqueur de la Coupe d'Union soviétique 1990-1991 | CSKA Moscou                   |
| Qualifications continentales                       |                               |
| Ligue des champions 1992-1993                      | CSKA Moscou                   |
| Coupe des coupes 1992-1993                         | Spartak Moscou                |
| Coupe UEFA 1992-1993                               | Dynamo Moscou                 |
| Coupe UEFA 1992-1993                               | Torpedo Moscou                |
| Promotions et relégations                          |                               |
| Promus en première division                        | Disparition de la compétition |
| Relégués en deuxième division                      | Disparition de la compétition |